# Кандіоло
Кандіоло (італ. Candiolo, п'єм. Candieul) — муніципалітет в Італії, у регіоні П'ємонт,  метрополійне місто Турин.
Кандіоло розташоване на відстані близько 530 км на північний захід від Рима, 14 км на південний захід від Турина.
Населення — 5705 осіб (2014).
Щорічний фестиваль відбувається 24 червня. Покровитель — San Giovanni.

## Демографія
Населення за роками:

Станом на 1 січня 2023 року в муніципалітеті офіційно проживало 206 іноземців з 33 країн, серед них 138 громадян країн Євросоюзу.

## Сусідні муніципалітети
- Нікеліно
- Ноне
- Орбассано
- Пьобезі-Торинезе
- Віново

## Міста-побратими
- Санта Круз, Кабо-Верде (2005)
- Пуї-су-Шарльє, Франція (2007)